# Акустична левітація
Акустична левітація — це метод підвішування речовини в повітрі проти сили тяжіння за допомогою тиску акустичного випромінювання від високоінтенсивних звукових хвиль.
Зазвичай використовуються звукові хвилі на ультразвукових частотах, тому люди не чують звуку. Насамперед це пов'язано з високою інтенсивністю звуку, необхідного для протидії гравітації. Однак були випадки використання звукових частот.
Є різні методи генерації звуку, але найпоширенішим є використання п'єзоелектричних перетворювачів, які можуть ефективно генерувати вихідні сигнали високої амплітуди на бажаних частотах. Левітація є перспективним методом безконтейнерної обробки мікрочипів та інших дрібних делікатних об'єктів у промисловості. Безконтейнерну обробку також можна використовувати для застосувань, які вимагають матеріалів дуже високої чистоти або занадто суворих хімічних реакцій, щоб відбуватися в контейнері. Цим методом важче керувати, ніж іншими, наприклад електромагнітною левітацією, але він має перевагу в тому, що дозволяє піднімати непровідні матеріали.
Спочатку статична акустична левітація прогресувала від нерухомої левітації до динамічного керування ширяючими об'єктами, здатності, корисної у фармацевтичній та електронній промисловості. Динамічне керування вперше було реалізовано за допомогою прототипу з масивом квадратних акустичних випромінювачів, схожих на шахівницю, які переміщують об'єкт від одного квадрата до іншого, повільно знижуючи інтенсивність звуку, випромінюваного з одного квадрата, і збільшуючи інтенсивність звуку з іншого, дозволяючи об'єкту подорожувати фактично «під гору». Зовсім недавно розробка плат перетворювачів з фазованою решіткою дозволила більш довільний динамічний контроль кількох частинок і крапель одночасно.
Останні досягнення також призвели до значного зниження ціни на технологію. «TinyLev» — це акустичний левітатор, який можна сконструювати з широкодоступних, недорогих готових компонентів і однієї рами, надрукованої на 3D.